# Сан-Роберто-Белларміно
Сан-Роберто-Белларміно (італ. Chiesa di San Roberto Bellarmino) — титулярна церква на честь святого Роберто Белларміна, у районі Паріолі в Римі.

## Будівля церкви

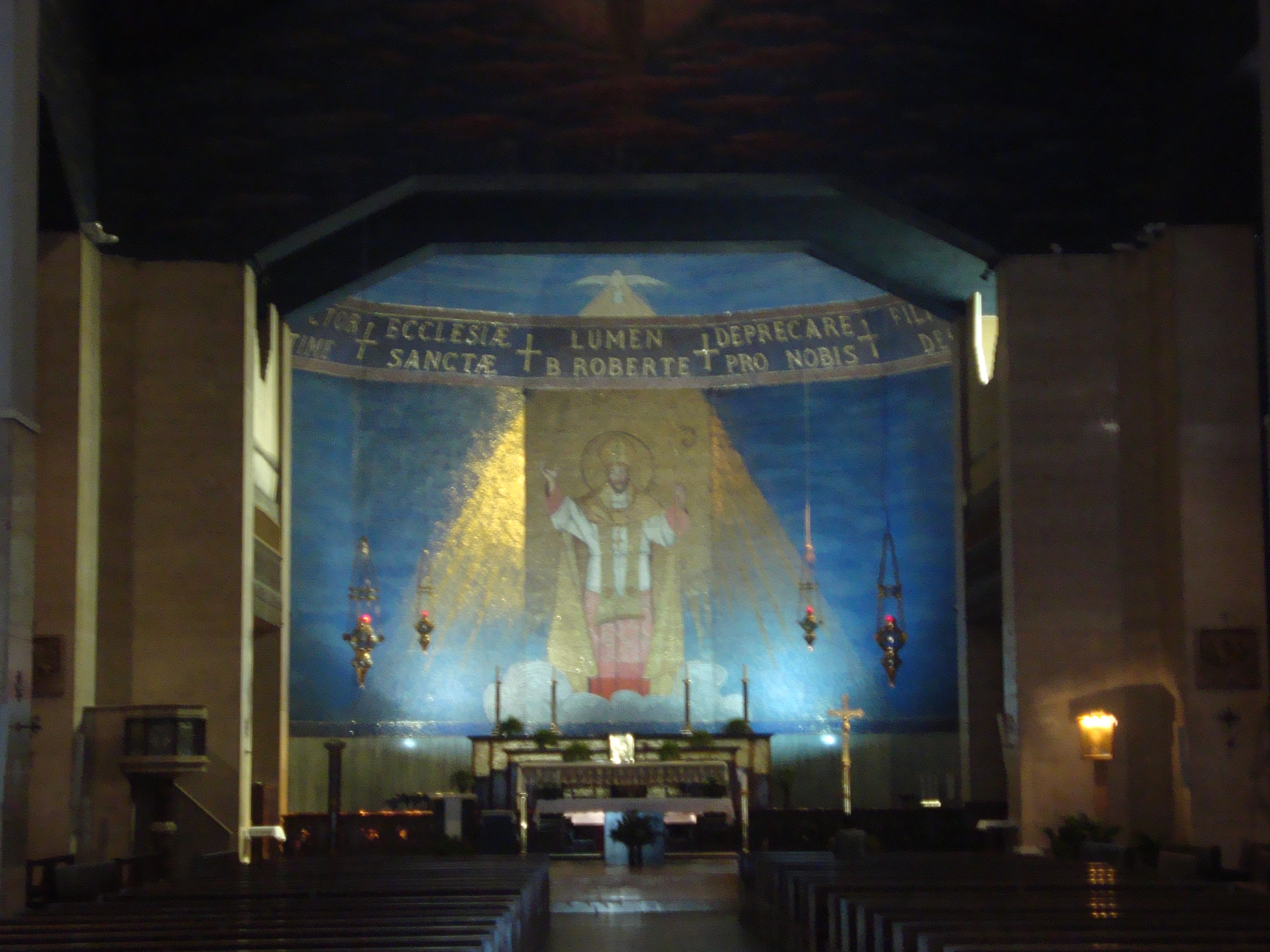
Мозаїка абсиди

Церква побудована у 1933 році за проектом Климента Бусірі Вічі і відкрита папою Пієм XI 10 червня 1933 року, проте освячена лише у 1959 році. Сан Роберто Белларміно носить ім'я канонізованого у 1930 році святого Роберто Белларміно. 13 червня 1933 року папа Пій XI у апостольській конституції Quae maiori religionis доручив церкву ордену єзуїтів.

Церква побудована у неороманському стилі з цегляним фасадом та простим портиком підтримуваним чотирма пілястрами з двома октогональними вежами по сторонах. Однонавова будівля перетинається трансептом і завершена октогональним куполом. Мозаїка абсиди та куполу роботи Ренато Томассі, а вітражі, що ілюструють життя святого Роберто Белларміно роботи Алєссанодро Бусірі.

## Титулярна церква
Церква Сан Роберто Белларміно є титулярною церквою з 1969 року, кардиналом-священиком з титулом церкви Сан Роберто Белларміно з 21 лютого 2001 року по 13 березня 2013 був аргентинський кардинал Хорхе Маріо Берґольйо до вибрання папою Франциском.